# Slash fiction
Slash, eller slashfiction, är en typ av fanfiction där två rollfigurer av samma kön paras ihop i en romantisk och/eller sexuell relation. Termen kommer från snedstrecket "/", vilket på engelska heter just "slash", och används mellan två karaktärers namn eller initialer, till exempel Harry/Draco respektive H/D från Harry Potter-böckerna. De vanligaste parkonstellationerna inom slash är mellan två eller flera manliga karaktärer, så kallad m/m som står för male/male. Slash kan även innefatta en ihopparning av två kvinnliga karaktärer, men benämns då oftast "femmeslash" eller "femslash", även skrivet f/f som står för female/female.
Vissa sträcker sig så långt som att även definiera heterosexuella ihopparningar som slash. Detta verkar dock inte så vanligt och kommer förmodligen av att man även använder slashtecknet "/" vid heterosexuella ihopparningar av karaktärer, som till exempel Mulder/Scully från tv-serien Arkiv X.
Fanfiction-skrivande fans inom Star Trek-fandom i USA började under tidigt 1970-tal skriva homoerotiska skildringar mellan de manliga karaktärerna Kirk och Spock, som då började skrivas Kirk/Spock eller bara K/S. Begreppet slash började användas under sent 1970-tal.

## Undergenrer
- PWP är en akronym för Plot? What Plot? (Intrig? Vilken intrig?), eller Porn Without Plot (Porr utan Intrig) (även kallat Pr0n eller Smut), och innebär en berättelse som existerar endast för det sexuella innehållets skull. Den används för lösa berättelser vars enda syfte är att få två karaktärer från valfri TV-serie/anime/manga/bok/film etc. att hoppa i säng med varandra utan någon förklarande logik bakom. Författaren struntar helt enkelt i realismen och själva intrigen i historien och slänger till exempel Legolas och Aragorn i säng med varandra i alla fall. Ingen förklaring behövs, förutom de två karaktärernas obevekliga lust till varandra.
- Fluff är söta och romantiska berättelser.
- Crack syftar på humoristiskt skrivna noveller.
- MPREG är en förkortning för Male Pregnancy (Manlig gravididet) och innebär att en manlig karaktär blir gravid och oftast föder ett eller flera barn.
- AU står för Alternative Universe (Alternativt universum) vilket oftast innebär att författaren behåller originalkaraktärerna, till exempel Harry Potter och Draco Malfoy, men skapar en helt annan värld runt dem med andra förutsättningar än i originalserien. Harry Potter och Draco Malfoy kan till exempel vara två helt vanliga personer som jobbar som poliser i London. Författaren kan också välja att ignorera vissa händelser i originalserien, till exempel en karaktärs död, och utifrån detta "vad hade hänt om...?"-perspektiv väva en alternativ historia runt karaktärerna.
- Crossover, alternativt Xover (Överlappning) syftar på när författaren väljer att integrera två olika serier i en fanfiction, till exempel Sagan om Ringen och Harry Potter.
- Songfic (Sångberättelse) innebär att författaren baserar sin historia på en eller flera sånger, alternativt att berättelsen innehåller en eller flera sånger. Oftast inkluderas bara själva sångtexten, och läsaren får själv komma fram till hur låttexten passar med karaktärerna och/eller situationen.
- Squick (Motbjudande) är när författaren väljer att skriva en berättelse med målet att få läsaren att bli upprörd och tycka att berättelsen är motbjudande. Det är väldigt individuellt vad som "squickar" en person. Vissa finner vuxenberättelser med sexuellt innehåll motbjudande, andra tycker att karaktärskombinationer som till exempel Hagrid och Dobby från Harry Potter med fokus på en romans mellan dem är motbjudande.